# КристалБанк
АТ "КРИСТА́ЛБАНК" (повна назва Акціонерне товариство "КРИСТАЛБАНК") - комерційний банк в Україні, за класифікацією Національного банку України належить до групи банків з приватним капіталом. Заснований у 2014 році. Головний офіс розташований у Києві. Голова Правління - Гребінський Леонід Андрійович.

## Історія
Банк було створено Фондом гарантування вкладів фізичних осіб у 2014 році як перший український банк зі статусом "перехідного" шляхом передачі до новоствореного банку частини активів та зобов'язань неплатоспроможного ПАТ "Терра Банк".
У березні 2015 р. Кристалбанк втратив статус "перехідного банку" та отримав від Національного банку України повну банківську ліцензію від 29.04.2015 №276 на право здійснення всіх банківських послуг юридичним та фізичним особам в межах чинного законодавства України. 
Кристалбанк має 37 відділень у 23 населених пунктах України. Банк надає повний спектр банківських послуг корпоративним клієнтам та приватним особам, здійснює грошові перекази в системах Western Union, MoneyGram, RIA, ГЛОБУС, SWIFT.
Банк є учасником Фонду гарантування вкладів фізичних осіб, а також наступних організацій:
- Національної платіжної системи «Український платіжний простір»
- платіжної системи «VISA»

- платіжної системи SWIFT
- платіжної системи Masterсard
- Національної Асоціації Банків України
- Асоціації платників податків України
- Асоціації Українських Банків
- Першої фондової торгівельної системи (ПФТС)
- Професійної Асоціації учасників ринків капіталу та деривативів
- Асоціації EMA.